# Lergräsmossa
Lergräsmossa (Brachythecium mildeanum) är en bladmossart som beskrevs av W. P. Schimper in Milde 1862. Enligt Catalogue of Life ingår Lergräsmossa i släktet gräsmossor och familjen Brachytheciaceae, men enligt Dyntaxa är tillhörigheten istället släktet gräsmossor och familjen Brachytheciaceae. Arten är reproducerande i Sverige. Inga underarter finns listade i Catalogue of Life.